# Papier à cigarettes

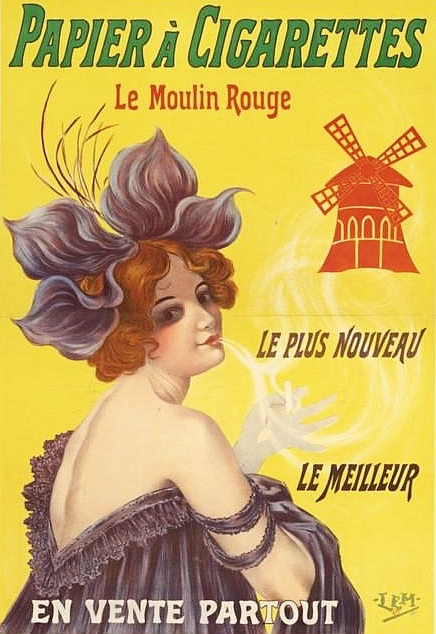
Affiche lithographiée pour une marque de papier à cigarettes (1902), signée Lem.

Un papier à cigarettes ou papier à rouler est un papier fin utilisé pour rouler des cigarettes.
Un papier à cigarettes est le plus souvent gommé, son grammage varie de 10 à 25 g/m2 selon sa composition, les marques et les utilisations. Il est fabriqué avec les fibres d'un arbuste des régions tropicales, le sesbania, famille des papilionacées.
Par sa finesse, moins de 10 micromètres, le papier à cigarettes peut être utilisé sur une machine-outil, fraiseuse ou rectifieuse par exemple pour aider l'opérateur quand il doit faire affleurer l'outil (sur la surface d'une pièce), afin que la surface à usiner soit parfaitement parallèle à l'outil (dégauchis).

## Histoire
En 1838, Jean Bardou commence à fabriquer un petit livret qui comporte des feuilles amovibles de papier à rouler. Ce dernier dépose le brevet de son invention en 1842 et lance sa marque JOB,.
Les cigarettes en papier sont devenues populaires dans la seconde moitié du 19e siècle, remplaçant les cigares et les cigarillos plus coûteux.
Les cigares et les cigarillos étant chers, les mendiants espagnols ramassaient les mégots de cigarettes sur le sol et les enveloppaient dans du papier à fumer. Pendant la guerre de Crimée, la culture s'est répandue et les soldats britanniques ont appris à envelopper le tabac dans des journaux. L'utilisation fréquente de papier en rouleau est devenue une habitude et les entreprises de papier en rouleau Pay-Pay, Smoking et Rizla sont apparues pour répondre à ce besoin.

## Composition
Le papier à cigarettes est fabriqué à partir de "fibres de chiffon" (fibres végétales non ligneuses) fines et légères, telles que le lin, le chanvre, le sisal, la paille de riz et le papier alfa. Le matériau du papier influe sur la saveur et la consistance du brûleur. Le papier est disponible en rouleaux et en feuilles rectangulaires de différentes tailles et comporte une bande étroite d'adhésif sur l'un de ses bords. Il peut être transparent, coloré et parfumé. Il a une teneur élevée en matières de charge et une densité de base de 10-28 g/m2. Pour contrôler les propriétés de fumage, ce papier a une porosité adaptée au type de tabac et contient des additifs pour réguler la combustion. L'une des caractéristiques les plus importantes du papier est sa perméabilité ; son principal effet physique est de diluer la fumée. Parmi les charges utilisées, on trouve le carbonate de calcium pour influencer la perméabilité et la couleur, le carbonate de magnésium pour améliorer la couleur des cendres ou l'oxyde de titane si l'on souhaite obtenir des cendres particulièrement blanches. Le tartrate de sodium et de potassium (sel de sodium), le citrate de sodium et de potassium sont utilisés comme régulateur de combustion pour le papier à cigarette, des niveaux plus élevés entraînant une combustion plus rapide du papier. L'alcool polyvinylique en solution aqueuse est utilisé pour les colles à cigarettes.

## Additifs
Le papier à cigarettes manufacturées contient des additifs utilisés pour contrôler la combustion de la cigarette :
- Carbonate de calcium (appelé aussi carbonate de chaux)
- Phosphate
- Nitrate
- Tartrate